# Konjevići (Republika Serbska)
Konjevići (cyr. Коњевићи) – wieś w Bośni i Hercegowinie, w Republice Serbskiej, w gminie Bratunac. W 2013 roku liczyła 615 mieszkańców.